# Miloslav Ransdorf

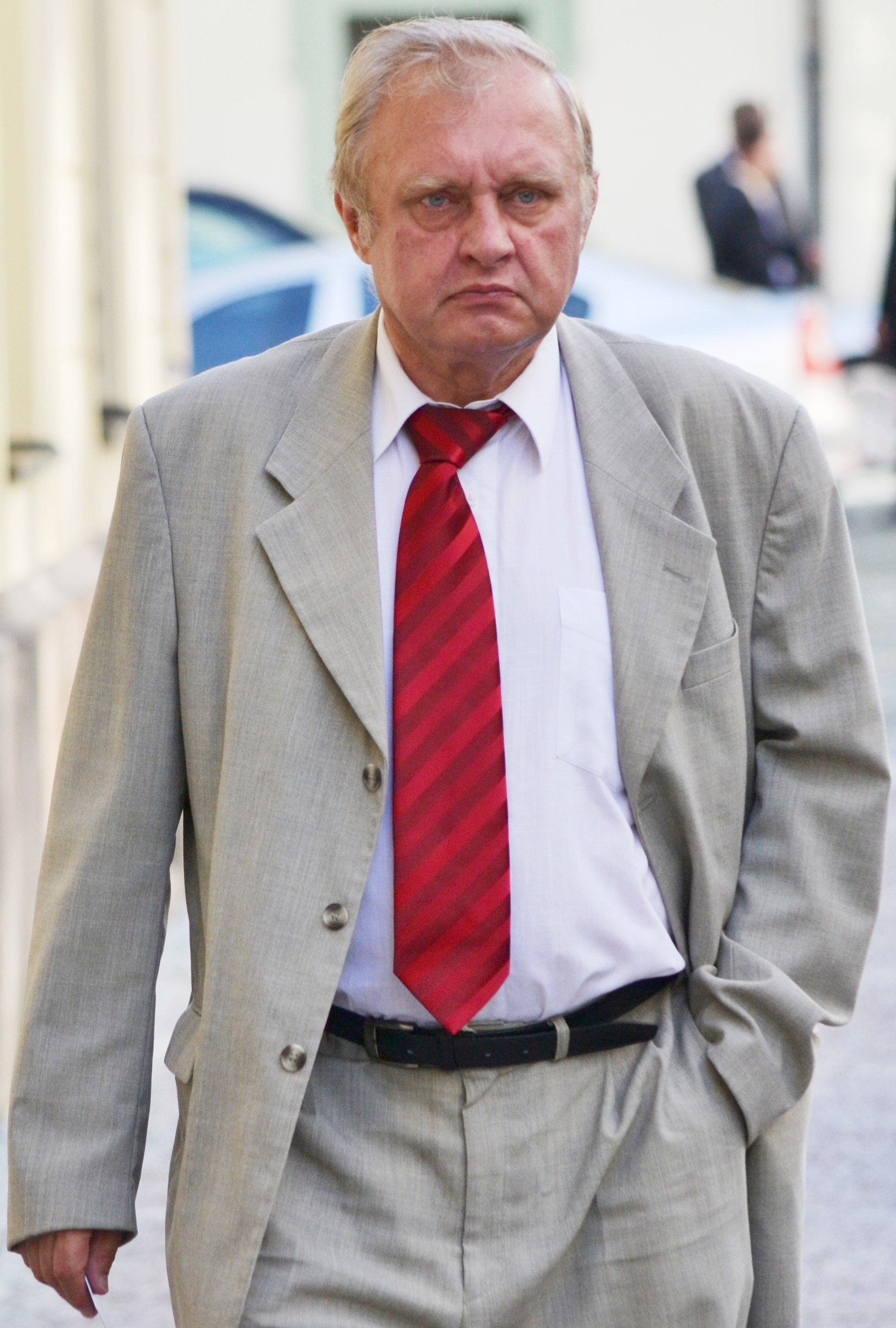
Miloslav Ransdorf (2013)

Miloslav Ransdorf (* 15. Februar 1953 in Rakovník; † 22. Januar 2016 in Prag) war ein tschechischer kommunistischer Politiker, Philosoph und Abgeordneter des Europaparlaments.

## Leben
Sein Studium schloss er 1977 an der Philosophischen Fakultät der Karls-Universität in Prag ab, an der er bis 1984 Vorlesungen über antike und mittelalterliche Philosophie hielt. 1978 erhielt er für die Arbeit Politické teorie rané renesance a reformace („Politische Theorien der Frührenaissance und der Reformation“) den Grad eines PhDr. Mit einer zweiten Dissertation über „hussitische Ideologie und die Entstehung des frühbürgerlichen Denkens“ bekam er 1982 den Grad Kandidat der Wissenschaften (CSc.). Bis 1990 betrieb er einerseits Forschungsarbeit am Institut für Philosophie der Tschechoslowakischen Akademie der Wissenschaften in den Bereichen Philosophiegeschichte und Theorie der gesellschaftlichen Entwicklung und widmete sich als Mitarbeiter des Prognostischen Instituts andererseits Entwürfen für wirtschaftliche und soziale Reformen.
Ransdorf war Leiter des theoretisch-analytischen Ausschusses der Kommunistischen Partei der Tschechoslowakei (KSČ), ab 1990 der Kommunistischen Partei Böhmens und Mährens (KSČM). Von 1990 bis 1992 war er Abgeordneter in der Nationenkammer der tschechoslowakischen Föderalversammlung. Von 1993 bis 2004 war er stellvertretender Vorsitzender des Zentralkomitees der KSČM. Von 1996 bis 2004 gehörte er dem Abgeordnetenhaus des tschechischen Parlaments an. Dort war er 1998 bis 2004 stellvertretender Vorsitzender des Ausschusses für internationale Angelegenheiten und von 2002 bis 2004 Mitglied des Ausschusses für europäische Integration.

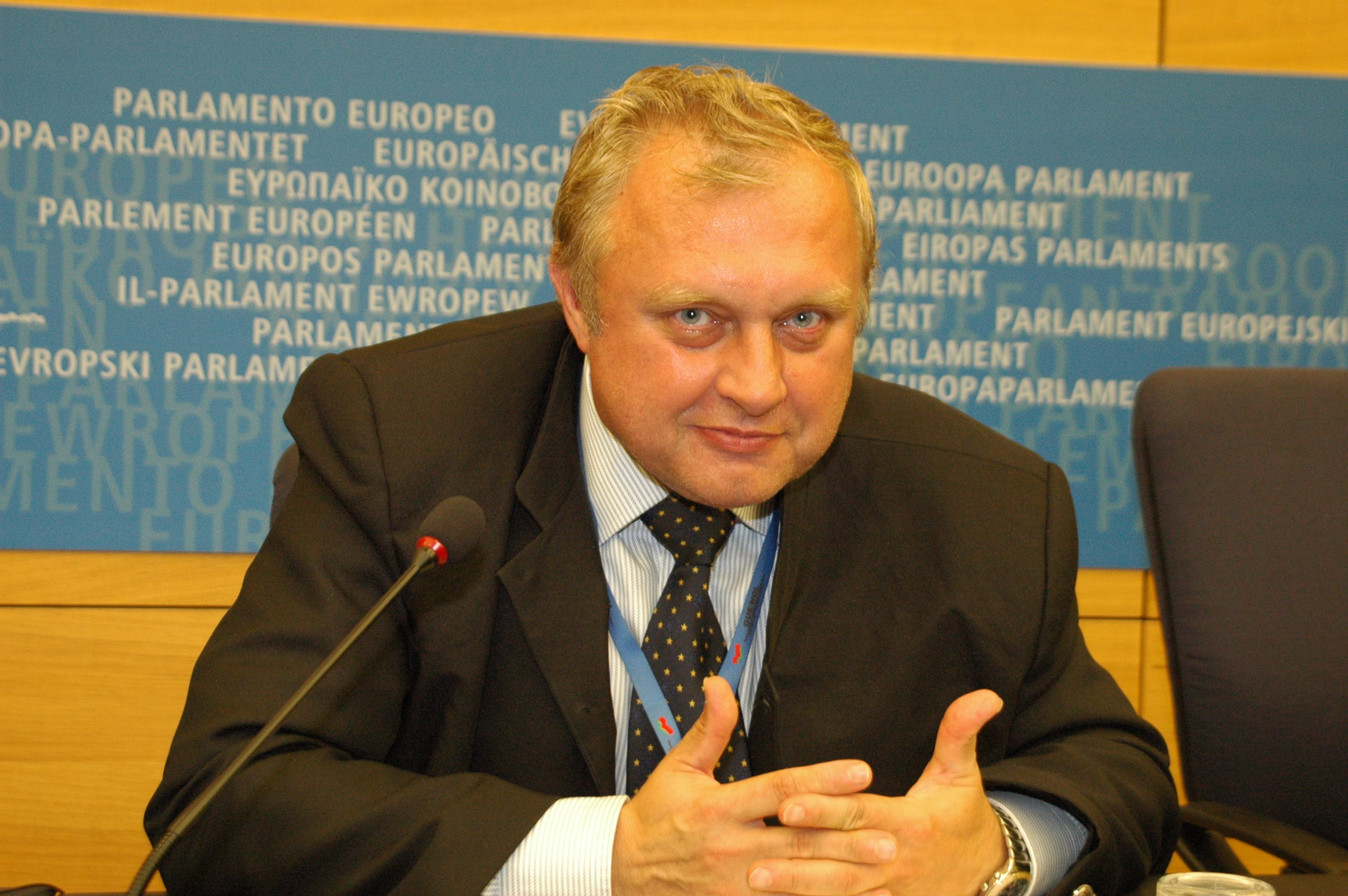
Ransdorf im Europäischen Parlament, 2006

Im Vorfeld des EU-Beitritts Tschechiens, den Ransdorf im Gegensatz zu Teilen seiner Partei befürwortete, wurde er vom tschechischen Parlament 2003 als Beobachter ins Europäische Parlament entsandt. Ab dem 1. Mai 2004 war er Vollmitglied des EU-Parlaments und wurde bei den Europawahlen 2004, 2009 und 2014 bestätigt. Von 2004 bis 2014 war Ransdorf stellvertretender Vorsitzender der Konföderalen Fraktion der Vereinigten Europäischen Linken/Nordische Grüne Linke (GUE/NGL). Er war Mitglied im Ausschuss für Industrie, Forschung und Energie, von 2004 bis 2009 und erneut von 2014 bis zu seinem Tod dessen stellvertretender Vorsitzender. Außerdem war er von 2004 bis 2014 Delegierter in den Ausschüssen für parlamentarische Kooperation EU-Kasachstan, EU-Kirgistan und EU-Usbekistan sowie für die Beziehungen zu Tadschikistan, Turkmenistan und der Mongolei, zudem von 2009 bis 2016 in der Parlamentarischen Versammlung EURO-NEST. Die GUE/NGL-Fraktion setzte Randorfs Mitgliedschaft im Dezember 2015 nach dessen Zürcher Betrugsversuch aus.
Am 22. Januar 2016 wurde Ransdorf, der an schwerer Diabetes litt, von seiner Frau bewusstlos in der Wohnung aufgefunden; in der Folge wurde Ransdorf in das Prager Institut für Klinische und Experimentelle Medizin (Institut klinické a experimentální medicíny) gebracht, wo er infolge eines Schlaganfalls am selben Tag starb.

## Schaffen
Ransdorf publizierte eine Reihe von Büchern und Übersetzungen zur tschechischen Geschichte und der gesellschaftlichen Entwicklung im 20. Jahrhundert. Seine wissenschaftlichen Arbeiten lassen sich dabei in zwei Kategorien einordnen: Geschichte der Philosophie und Ideologie. In seinem Werk Kapitoly z geneze husitské ideologie analysiert er anhand der Handschriften und Quellenbücher philosophische und theologische Gedanken der Reformatoren John Wyclif, Jan Hus, Jakoubek ze Stříbra und Jan Želivský.
Mit der Reformation beschäftigte er sich auch in den Büchern Chebský soudce a reformační dějinné myšlení, Vztah Prahy a Tábora v bádání o Jakoubkovi ze Stříbra und Mistr Jan Hus. Das 1989 Z myšlenkového světa reformace erschienene Buch ist dem Calvinismus, Puritanismus und Luthertumismus gewidmet. Ransdorf interessierte sich hier für den Zusammenhang zwischen der sozialkritischen und der rationalideologischen Gedankenwelt der Neuzeit. In der Studie Hledali spravedlivější svět erforschte er die Ideologie der neuzeitlichen Revolutionen und deren Auswirkungen auf die Entwicklung der Menschenrechte. Er beschäftigte sich darin unter anderem mit Erasmus und Luther sowie Jefferson und Madison.
In Nové čtení Marxe, dessen zweiter Teil 2007 erschien, analysierte er die kategorisierte Gedankenwelt von Karl Marx und untersuchte darin nicht nur die Dynamik des Kapitalismus, sondern auch Gründe für das Scheitern des sowjetischen Experiments im Zeitraum von Lenin bis Gorbatschow.
Die Geschichte der Antike und den Beginn des Christentums untersucht er in Pojetí času u kappadockých otců, in der er die zeitlichen Vorstellungen und die Philosophie Platons, Aristoteles und Plotins untersucht.
Er übersetzte Bücher aus der deutschen, englischen, französischen, portugiesischen, spanischen und holländischen Sprache ins Tschechische.

## Kontroversen
Erstmals in die Schlagzeilen geriet Ransdorf im Jahre 2006, als er gefälschte Kunstwerke erwarb.
Wegen eines Verkehrsunfalls im Juni 2007 in Prag-Dejvice, bei dem Ransdorf beim Telefonieren auf einem Fußgängerübergang eine Fußgängerin anfuhr und leicht verletzt zurückließ, hob das Europäische Parlament 2008 seine Immunität auf. Im Juli 2008 fuhr Ransdorf auf der Karlovarská ul. in Prag erneut eine Fußgängerin um, die dabei leichte Kopfverletzungen erlitt.
Wegen nicht gedeckter Bürgschaften in Höhe von 700.000 Kronen für seinen Compagnon Vratislav Šlajer, der mit verschiedenen Villenbauprojekten gescheitert war, musste Ransdorf im Jahre 2012 den Offenbarungseid leisten.
Wie andere Parlamentarier wurde auch Ransdorf 2013 dabei gefilmt, wie er nur kurz in das Gebäude des EU-Parlaments eintrat und dieses nach wenigen Minuten wieder verließ. Auf Nachfrage, ob er sich nur in die Anwesenheitsliste eingetragen habe, um das Tagesgeld für Abgeordnete in Höhe von 300 Euro zu kassieren, wurde der Politiker handgreiflich gegenüber dem niederländischen Journalisten.
Am 3. Dezember 2015 versuchte Ransdorf bei einer Schweizer Bank in Zürich mit gefälschten Papieren und zusammen mit drei Slowaken 350 Millionen Euro abzuheben. Der Betrugsversuch fiel auf und der Politiker wurde mit den Begleitern für zwei Tage festgenommen. Seine Erklärungsversuche nach der Tat waren nicht überzeugend.

## Werke
- Kapitoly z geneze husitské ideologie. Prag 1986
- Zdeněk Nejedlý. Prag 1988
- Z myšlenkového světa reformace. Prag 1989
- The Roots of American Political Culture. Prag 1989 (Mitautor Vladimíra Dvořáková)
- Mistr Jan Hus. Prag 1993
- Muž velké touhy. Komenský proti proudu dějin. Prag 1995
- Nové čtení Marxe I. Prag 1996
- Čechem volbou. Militantní racionalista Kurt Konrad. Prag 1997
- Bezpečný domov, otevřený svět. Prag 1998
- Muž svědomí. Ernesto Che Guevara. Prag 2000
- Hledali spravedlivější svět. O revolučním původu teorie lidských práv. Prag 2001
- Nového čtení Marxe, 2. Teil
- Chebský soudce a reformační dějinné myšlení